# Kobberhage kystarealer
Kobberhage kystarealer este o arie protejată (arie specială de conservare — SAC, sit de importanță comunitară — SCI) din Danemarca întinsă pe o suprafață de 792 ha, integral pe uscat.

## Localizare
Centrul sitului Kobberhage kystarealer este situat la coordonatele 0°N 0°E / 0°N 0°E.

## Înființare
Situl Kobberhage kystarealer a fost declarat sit de importanță comunitară în august 2002 pentru a proteja 1 specie de animale. Situl a fost protejat și ca arie specială de conservare în decembrie 2011.

## Biodiversitate
Situată în ecoregiunile continentală, marină Atlantică și marină baltică, aria protejată conține 10 habitate naturale: Dune de coastă fixe cu vegetație erbacee („dune gri”), Pajiști uscate seminaturale și facies de acoperire cu tufișuri pe substraturi calcaroase (Festuco-Brometalia) (* situri importante pentru orhidee), Faleze cu vegetație de pe coastele atlantice și baltice, Recifuri, Bancuri de nisip acoperite în permanență slab de apă marină, Vegetație anuală la limita mareei, Vegetație perenă pe țărmurile stâncoase, Formațiuni ierboase bogate în specii de Nardus, dezvoltate pe substraturi silicioase în zone montane (și în zone submontane, în Europa continentală), Pajiști uscate europene, Pajiști calcaroase din nisipuri xerice.
La baza desemnării sitului se află o specie protejată de  mamifere: marsuin (Phocoena phocoena).